# Bosgård, Västra Hargs socken

Bosgård är en herrgård i Västra Hargs socken, Mjölby kommun.

## Historik
Bosgård i Västra Hargs socken, Vifolka härad, hörde under 1600-talet till Spellinge, som då ägdes av kammarherren Claes Ulfsparre af Broxvik (1634–1683). Gården kallades 1680 Ulsparres säteri. 1686 ägdes gården av friherrinnan Anna Augusta Leijonsköld, genom en förpantning. Gården ägdes från 1700 av A. Appelgren och därefter från omkring 1726 av översten von Schwerin. Därefter ägdes gården av inspektorn Hoffstedt och från 1825 av justitierådet K. G. Hoffstedt.
På gårdens ägor finns ett berg som kallas Finnberget.